# 汪孝熙
汪孝熙（1905年—1962年12月12日），字慈明，江苏吴县人，中华民国外交官。
汪孝熙自瑞士日内瓦大学毕业后，任外交部帮办。1944年出任中华民国驻比利时大使馆参事，后又任外交部东亚司司长。 1953年起出使欧洲，历任中华民国驻比利时公使、全权大使，兼驻卢森堡全权公使。1962年在任内病逝于比利时。
其父汪荣宝也是中华民国驻外使节，曾任中华民国驻比利时、瑞士、日本公使。其长兄汪延熙、四弟汪绩熙也同为外交官。其妻為比利時人，中文名為汪房綱，在汪孝熙死後定居淡水。其兒女都定居外國。